# Microphasmoides vitjazi
Microphasmoides vitjazi är en kräftdjursart. Microphasmoides vitjazi ingår i släktet Microphasmoides och familjen Microphasmatidae. Inga underarter finns listade i Catalogue of Life.